# 大相撲平成23年9月場所
大相撲平成23年9月場所（おおずもうへいせい23ねん9がつばしょ）は、2011年（平成23年）9月11日から9月25日まで両国国技館で開催された大相撲本場所。
幕内最高優勝は横綱・白鵬翔（13勝2敗・20回目）。

## 場所前の話題など
番付発表は2011年（平成23年）8月29日。
7月場所で2度目の幕内優勝を果たした大関・日馬富士の横綱昇進の挑戦が注目される。
白鵬にとってはこの場所で幕内優勝すれば20回目の大台に突入する場所である。
7月場所で大関昇進を逃した関脇・琴奨菊の大関昇進の再挑戦の場所でもある。
また、場所前には平成10年3月場所の舞の海以来、約13年ぶりとなる体重が100kg未満の力士隆の山の新入幕も注目された。

## 番付・星取表
| 東       | 成績       | 結果           | 番付   | 西       | 成績      | 結果   |
| -------- | ---------- | -------------- | ------ | -------- | --------- | ------ |
| 白鵬     | 13勝2敗    | 優勝           | 横綱   |          |           |        |
| 日馬富士 | 8勝7敗     |                | 大関   | 把瑠都   | 10勝5敗   |        |
|          |            |                | 大関   | 琴欧洲   | 1勝6敗8休 |        |
| 琴奨菊   | 12勝3敗    | 技能賞、殊勲賞 | 関脇   | 稀勢の里 | 12勝3敗   | 殊勲賞 |
| 鶴竜     | 9勝6敗     |                | 関脇   |          |           |        |
| 豊ノ島   | 8勝7敗     |                | 小結   | 阿覧     | 5勝10敗   |        |
| 豊真将   | 10勝5敗    |                | 前頭1  | 隠岐の海 | 8勝7敗    |        |
| 若の里   | 4勝11敗    |                | 前頭2  | 嘉風     | 6勝9敗    |        |
| 豪風     | 5勝10敗    |                | 前頭3  | 栃煌山   | 7勝8敗    |        |
| 栃ノ心   | 8勝7敗     |                | 前頭4  | 時天空   | 6勝9敗    |        |
| 雅山     | 7勝8敗     |                | 前頭5  | 豪栄道   | 10勝5敗   |        |
| 髙安     | 6勝9敗     |                | 前頭6  | 若荒雄   | 6勝9敗    |        |
| 富士東   | 6勝9敗     |                | 前頭7  | 栃乃若   | 9勝6敗    |        |
| 魁聖     | 4勝11敗    |                | 前頭8  | 豊響     | 6勝9敗    |        |
| 舛ノ山   | 2勝3敗10休 |                | 前頭9  | 磋牙司   | 6勝9敗    |        |
| 玉鷲     | 6勝9敗     |                | 前頭10 | 旭天鵬   | 11勝4敗   |        |
| 北大樹   | 10勝5敗    |                | 前頭11 | 臥牙丸   | 11勝4敗   | 敢闘賞 |
| 安美錦   | 10勝5敗    |                | 前頭12 | 朝赤龍   | 7勝8敗    |        |
| 芳東     | 5勝10敗    |                | 前頭13 | 玉飛鳥   | 4勝11敗   |        |
| 土佐豊   | 4勝11敗    |                | 前頭14 | 翔天狼   | 9勝6敗    |        |
| 大道     | 8勝7敗     |                | 前頭15 | 隆の山   | 5勝10敗   |        |
| 黒海     | 9勝6敗     |                | 前頭16 | 木村山   | 7勝8敗    |        |
| 寶智山   | 5勝10敗    |                | 前頭17 |          |           |        |

## 優勝争い
横綱昇進のかかる大関・日馬富士は初日に豊ノ島に危なげながらも勝利する。しかし、2日目に隠岐の海に敗れてしまい初黒星を喫した。さらに、4日目には豊真将に敗れて残り全てを勝たない限り横綱昇進は厳しくなった。そして、5日目にも初日から不振の豪風にも敗れて横綱昇進は5日目で白紙となった。
7日目までで白鵬と琴奨菊と稀勢の里の3人が全勝で栃煌山と臥牙丸の2人が1敗で追いかける展開となった。中日に琴奨菊が敗れて全勝は白鵬と稀勢の里の2人で1敗は琴奨菊と臥牙丸の2人となった。しかし、全勝の稀勢の里が9日目に把瑠都に敗れ初黒星を喫し、白鵬も12日目に稀勢の里に小手投げで敗れ、12日目まで全勝が1人もいなくなる展開となった。14日目までに2敗の白鵬と琴奨菊の2人、3敗で稀勢の里が追う形となった。千秋楽、白鵬と琴奨菊の両者のうちどちらか一方が負けてどちらか一方が勝った場合、勝った方が優勝で、両者勝つか両者負けた場合は優勝決定戦という状況となった。琴奨菊は把瑠都に上手投げで敗れ、3敗に後退した。千秋楽結びの一番、白鵬が日馬富士に勝てば優勝で負ければ琴奨菊、稀勢の里との優勝決定巴戦という状況になった。結果は、白鵬が見事に勝利を収め、史上6人目となる20回目の優勝を勝ち取った。一方、琴奨菊は千秋楽に敗れはしたものの稀勢の里と同様の優勝次点の12勝3敗の成績で3場所33勝以上の大関昇進の基準を充たした。しかし、日馬富士の方は序盤の不振が響き、また、終盤に3連敗して8勝7敗に終わった。三賞は琴奨菊が技能賞と殊勲賞の2つを、稀勢の里が殊勲賞を、臥牙丸が敢闘賞をそれぞれ受賞した。

## 各段優勝・三賞
- 幕内最高優勝　白鵬　13勝2敗（20回目）
  - 殊勲賞：琴奨菊（3回目）、稀勢の里（5回目）
  - 敢闘賞：臥牙丸（初）
  - 技能賞：琴奨菊（4回目）
- 十両優勝　妙義龍　13勝2敗
- 幕下優勝　旭日松　7戦全勝
- 三段目優勝　唐津海　7戦全勝
- 序二段優勝　渡辺　7戦全勝
- 序ノ口優勝　若山　7戦全勝

## トピック
- 昨場所の7月場所で大関・魁皇が引退したため、この場所は大関以上に日本人力士がいないという状況になった。
  - 大関以上に日本人がいないのは、大関・霧島の関脇陥落により横綱が不在で大関が曙と小錦の2人だけとなった平成5年1月場所以来。
  - 関脇・琴奨菊が場所後大関に昇進したことにより、この状況は1場所で解消した。